# Balkenmäher

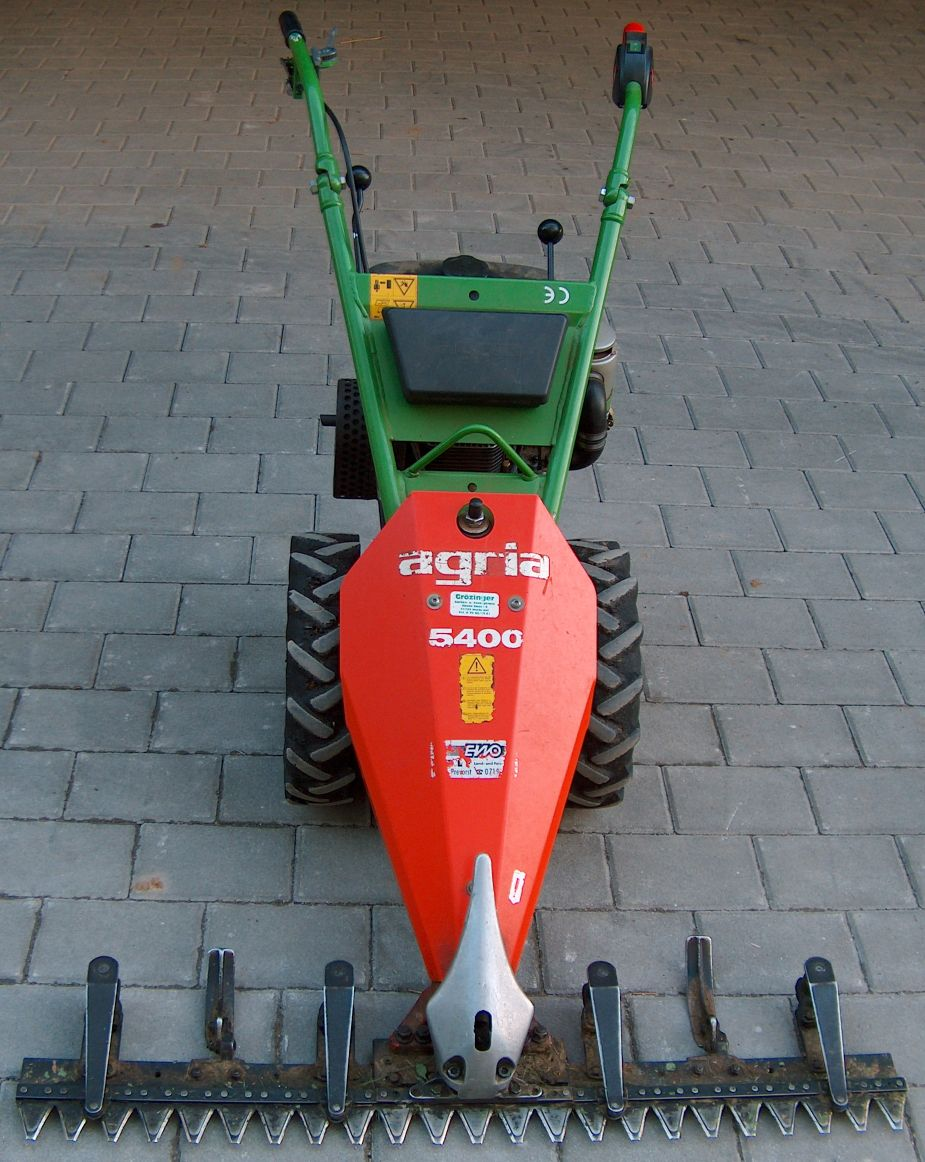
Motormäher mit Doppelmessermähbalken mit feststehendem Gegenmesser (Kommunalmähbalken)

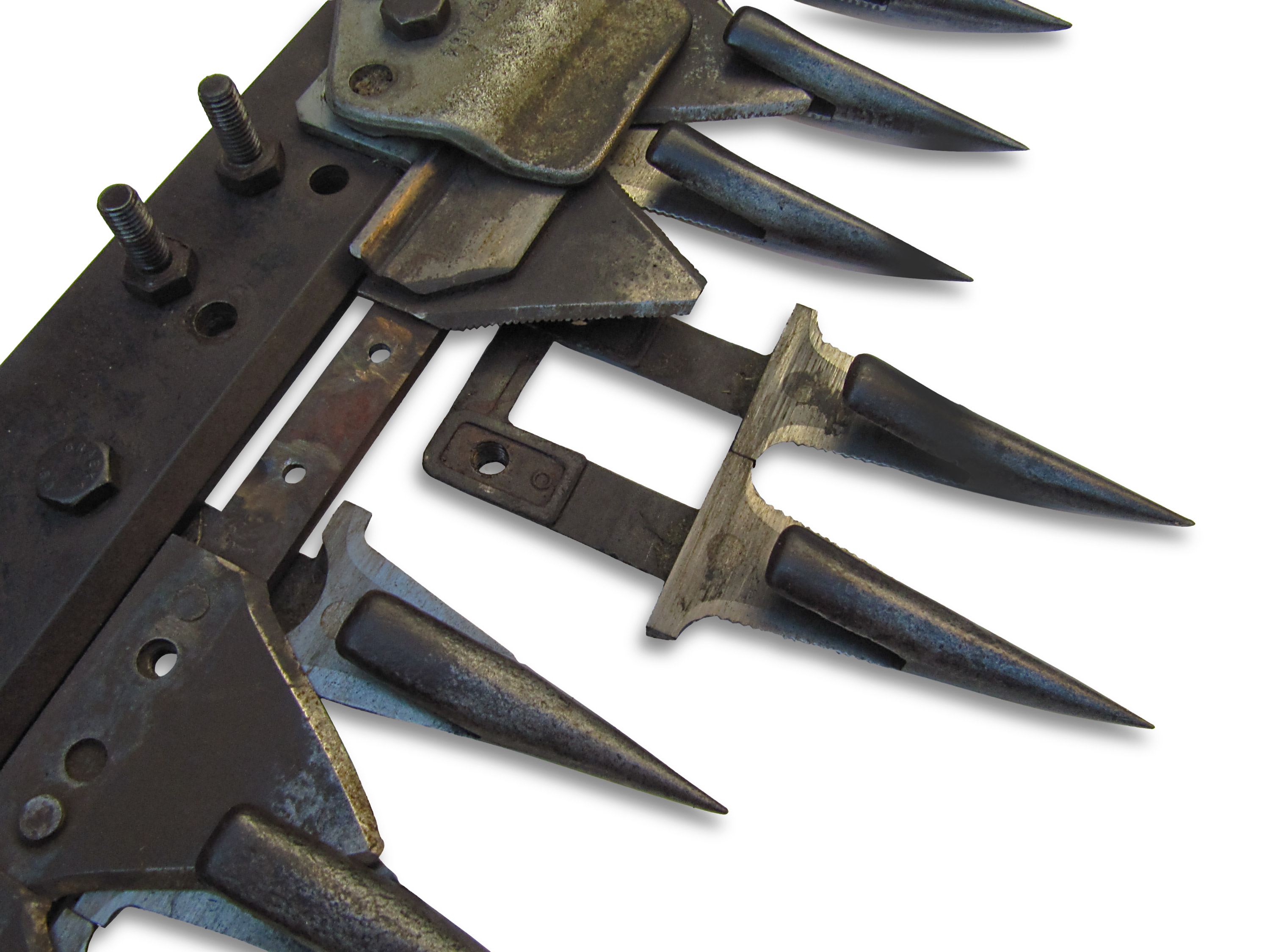
Details eines Fingermähbalkens

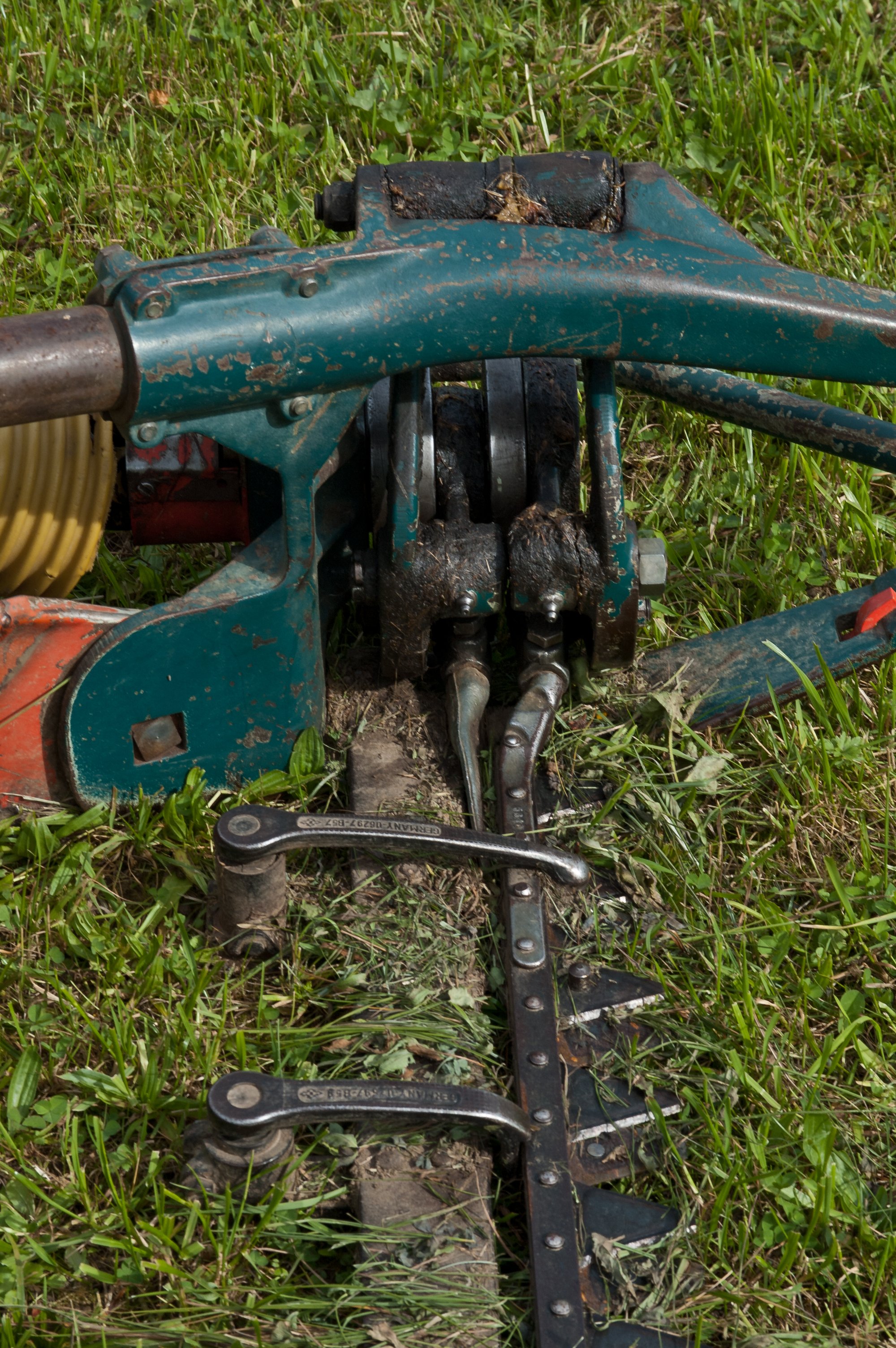
Detail eines Doppelmessermähbalkens mit zwei angetriebenen Messern, also beweglicher Gegenschneide

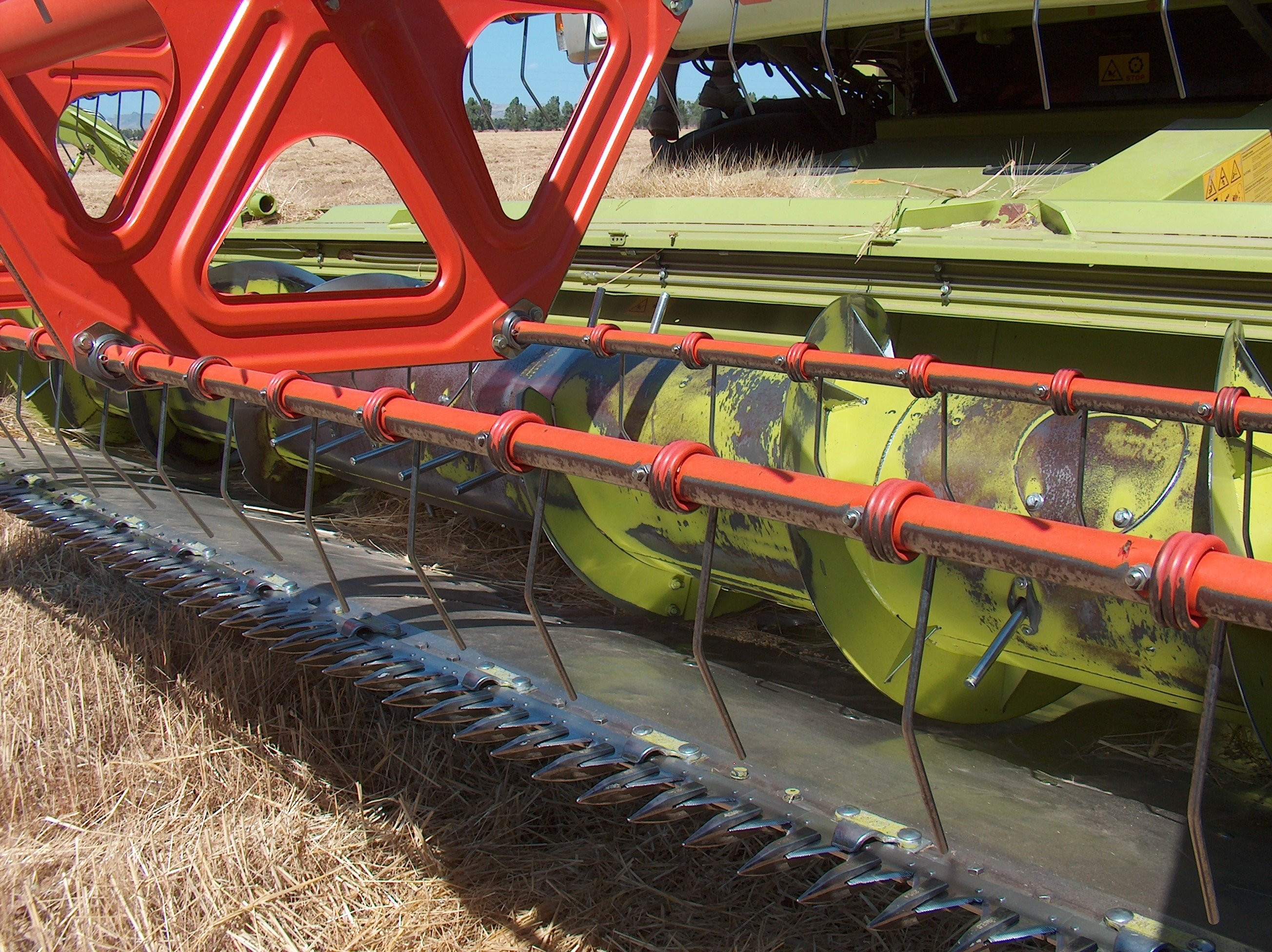
Schneidwerk mit Fingermähbalken bei einem Mähdrescher

Ein Balkenmäher ist eine Mähmaschine zum Mähen von Gras, Getreide oder dünnen Gehölzen. Das besondere Kennzeichen dieser Landmaschine ist der Balken, an dem die Schneidevorrichtung angebracht ist. Das zu mähende Pflanzenmaterial wird nach dem Scherenschnittprinzip durch die oszillierende Bewegung einer mit dreiecksförmigen Messerklingen bestückten Messerschiene gegen eine feststehende oder ebenfalls bewegliche Gegenschneide geschnitten. Für einen einwandfreien Schnitt ist eine Schnittgeschwindigkeit (also die Geschwindigkeit der Messerschiene zur Gegenschneide) von durchschnittlich 2,4 m/s bei Gras und von rund 1,75 m/s bei den härteren Halmen erntereifen Getreides erforderlich. Der Antrieb kann durch Bodenantrieb des von Zugtieren oder Traktoren gezogenen Gerätes oder direkt durch den Motor eines Trägerfahrzeugs, beispielsweise eines Traktors oder Einachsschleppers, erfolgen.

## Geschichte

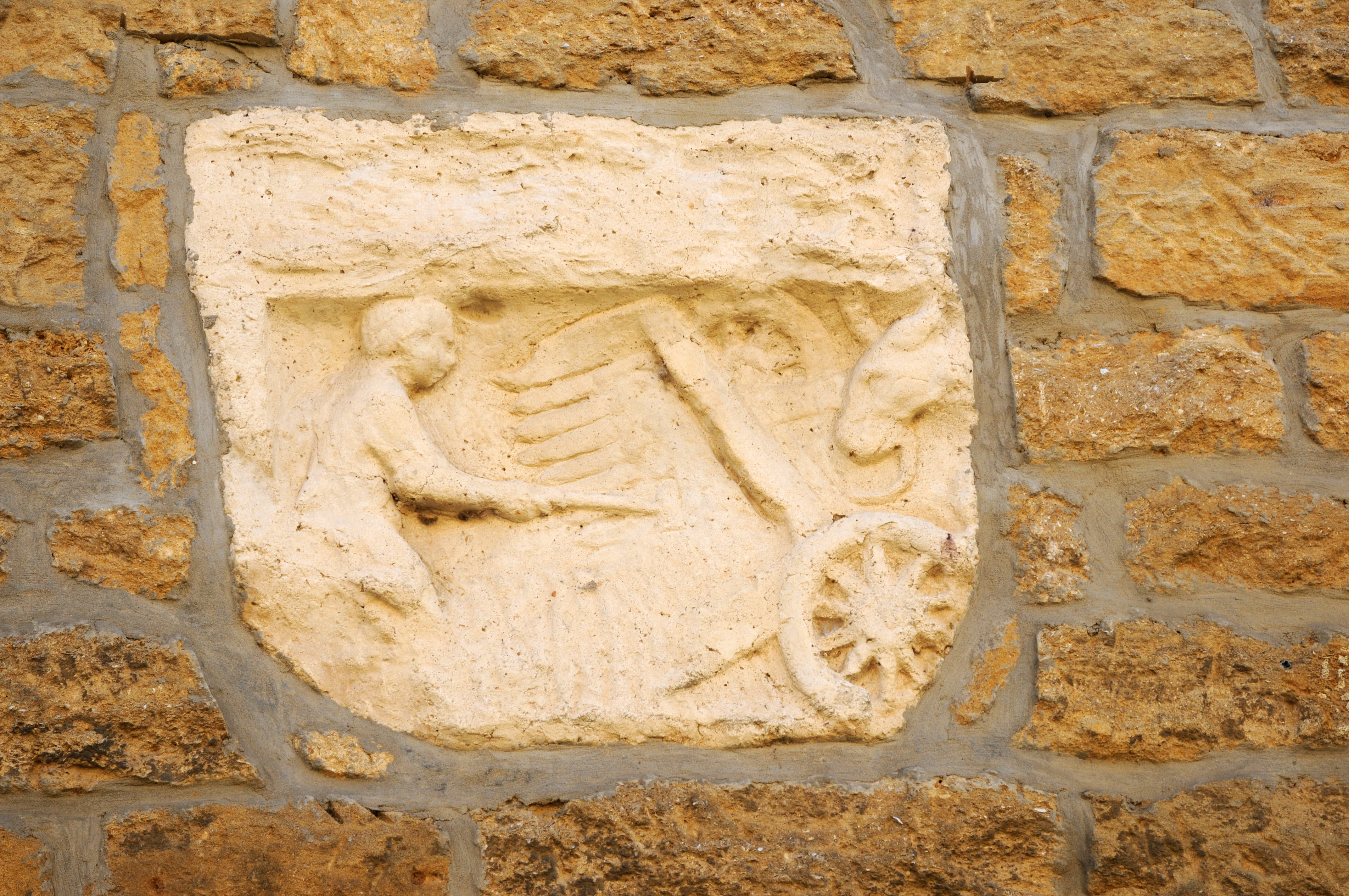
Das von Plinius beschriebene Gerät

Plinius der Ältere berichtet in seiner Naturgeschichte von einem Mähgerät für Getreide, das in Gallien gebräuchlich sei:

“Galliarum latifundis valli praegrandes, dentibus in margine insertis, duabus rotis per segetem inpelluntur, iumento in contrarium iuncto; ita dereptae in vallum cadunt spicae.”

„Auf den großen Landgütern Galliens werden sehr große, am Rande mit Zähnen bewehrte zweirädrige Mähmaschinen von einem an der rückwärtigen Seite angespannten Zugtier durch das Feld geschoben; die auf diese Weise abgerissenen Ähren fallen in einen Sammelkasten.“

Die Darstellung eines solchen Mähwagens ist auf dem Grabrelief im Musée Gaumais von Virton zu sehen, ein anderes Fragment im Landesmuseum Trier. Es zeigt einen Esel, der einen zweirädrigen Kasten über ein Feld schiebt. Die Deichsel war an der Rückseite des Kastens angebracht und hinter dem Tier ging gewöhnlich ein Landarbeiter, der das Gerät lenkte. Der an der Vorderseite offene Kasten besaß in Höhe der Ähren eine Reihe (allerdings noch nicht beweglich gegeneinander schneidender) Greifzähne. Wurde das Gerät über ein Getreidefeld geschoben, gerieten die Ähren zwischen die Greifzähne und fielen in den Kasten. Das Stroh blieb stehen und wurde vom Vieh abgeweidet.
Die erste moderne Mähmaschine zur Ernte von Getreide wurde 1826 von dem schottischen Pfarrer Reverend Patrick Bell gebaut. Sie verfügte bereits über eine Haspel und bewegte Messer, die nach dem Prinzip einer Schere arbeiteten. 1831 baute Cyrus Hall McCormick eine Getreidemähmaschine, die er 1834 zum Patent anmeldete. Dieser „Virginia-Reaper“ war bereits mit Fingern und einem Messer ausgestattet und bescherte seinem Erfinder großen wirtschaftlichen Erfolg. Aber erst mit der Entwicklung der Dreiecksklingen einige Jahre später wurde auch das Mähen des feineren Grases möglich. 1851 wurde eine Grasmähmaschine in London vorgestellt. Da sie gegenüber menschlicher Arbeitskraft relativ teuer war, konnte sie sich in Europa nicht in größerem Maße durchsetzen. Erst die Abwanderung von Landarbeitern in die Industrie führte zu einer erhöhten Nachfrage nach Mähmaschinen. Mit zunehmender Ausstattung der landwirtschaftlichen Betriebe mit Traktoren wurden sie durch anbaubare Zwischenachsmähwerke ersetzt. Durch die Entwicklung der Kreiselmähwerke ab 1963 und die Leistungssteigerung der Schlepper ging die Bedeutung der Balkenmäher bei der Grasmahd zurück.
Die Antriebsleistung war beim Balkenmäher geringer als bei anderen Mähwerken, aber immer noch so hoch, dass nur selten oder nur bei geringer Arbeitsbreite ein Zugtier ausreichte.

## Typen
Der Doppelmessermähbalken verfügt über zwei scharfe Klingen. Er konnte sich überwiegend in Kommunen und an Einachsmähern bei Kleinlandwirten, an breitspurigen Zweiachsmähern nur in Hanglagen durchsetzen. Der Vorteil dieser Technik liegt in dem weitgehend störungsfreien (verstopfungsfreien) Betrieb, der allerdings mit dem Erfordernis einer genauen Einstellung und höherem Wartungsaufwand erkauft wird. Bei lagernden Gras- und Getreideflächen wird allerdings die wünschenswerte Schnittqualität nicht erreicht. Unterschieden werden:
- Doppelmesserbalken mit einer festen und einer bewegten Messerschiene. Überwiegend als Universalmähbalken in der kommunalen Freilandpflege eingesetzt.
- Doppelmesserbalken mit zwei bewegten Messerreihen, als Grasmäher an Einachsschleppern und Zweiachsschleppern zur Mahd eingesetzt.

Der Fingermähbalken verfügt über scharfe Klingen, die eng an den stumpfen Fingern vorbeiführt werden und damit die Gras- oder Getreidehalme exakt abschneiden. Der Fingermähbalken ist in der Landwirtschaft die verbreitetste Mähtechnik für Balkenmäher. Er ist wesentlich unempfindlicher gegenüber Steinen oder anderen Hindernissen als ein Doppelmesserbalken. Gleichzeitig ist die Wartung einfacher, da weniger bewegliche Teile vorhanden sind.

## Bauarten

### Mähmaschine

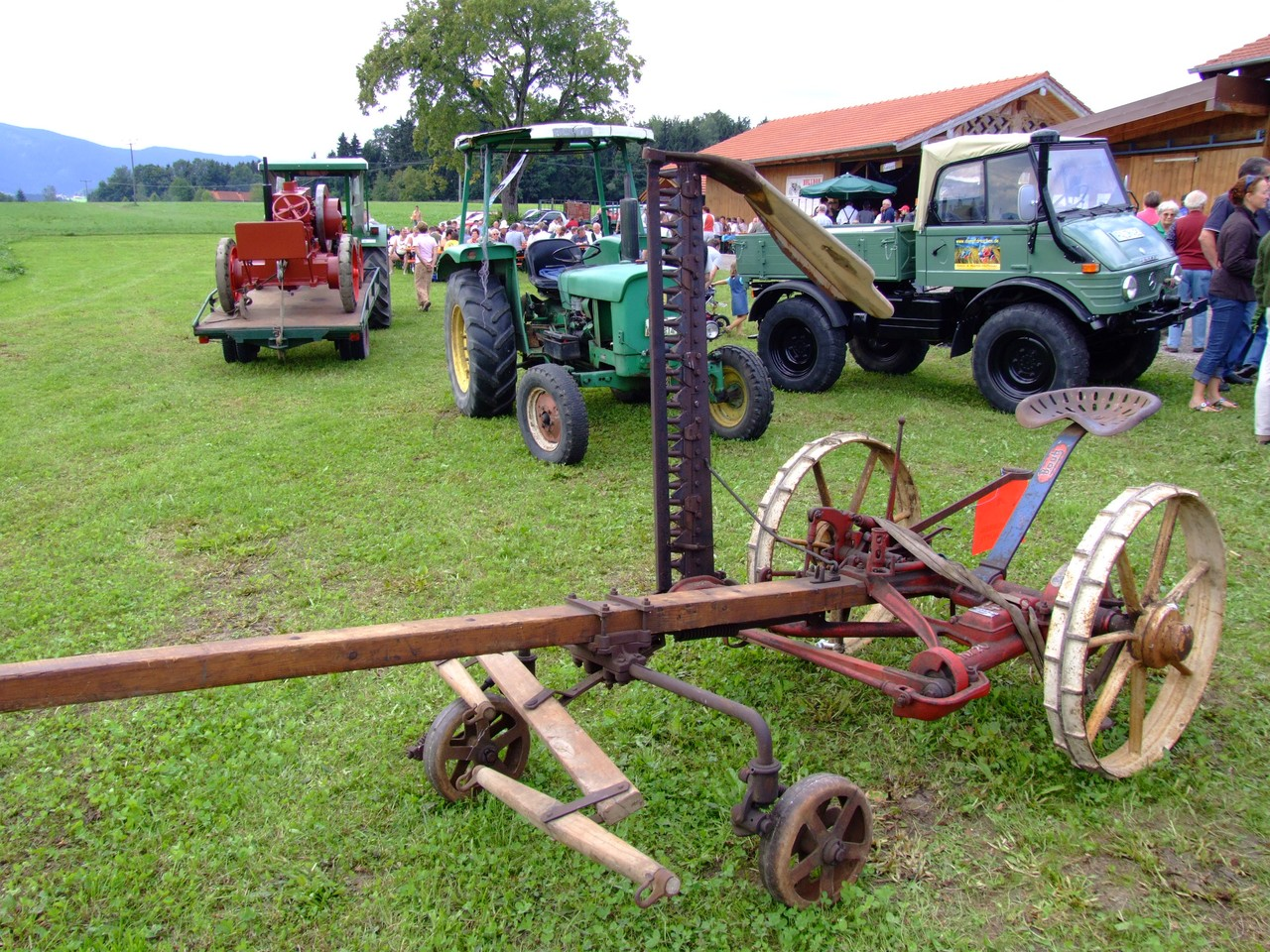
Balkenmähmaschine für Pferdezug, mit Antrieb über die Räder

Die Mähmaschine wurde lange Zeit von Arbeitstieren gezogen, der Antrieb des Mähwerkes erfolgte durch die Räder über den Boden. Wegen der Schwerzügigkeit waren zwei Pferde notwendig, um die nötige Zugkraft aufzubringen. Daher blieb sie für kleinere Bauern mit nur einem Pferd lange unerschwinglich, sofern man sich nicht mit einem Nachbarn zusammentat. Für Bauern mit Arbeitskühen blieb sie ein Wunschtraum. Erst die Entwicklung leichter Benzinmotoren in den 1920er Jahren ermöglichte eine Modifizierung der Mähmaschine: Ein Aufsatzmotor übernahm nun den Mähmesserantrieb und das Pferd brauchte die jetzt kugelgelagerte Mähmaschine nur noch zu ziehen. Mit der Zeit wurden dann Traktoren als Zugfahrzeug verwendet. Die Zeit der Mähmaschinen ging dann in den 1950er Jahren nach etwa 100 Jahren Bauzeit zu Ende.

### Anbaumähwerk

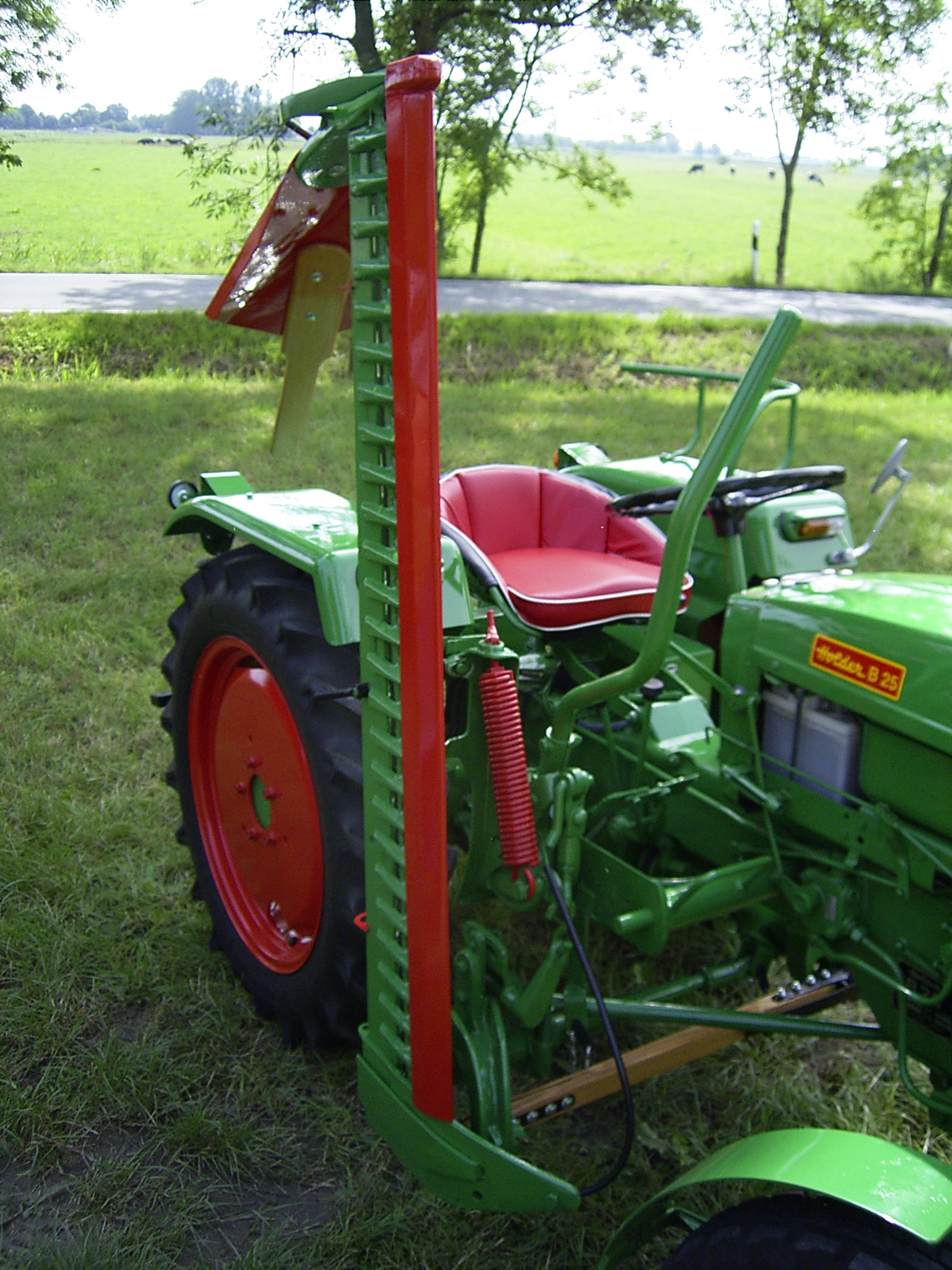
Balkenmähwerk an einem Traktor

Die Ausstattung der Traktoren mit Nebenabtrieben wie Zapfwelle oder Mähwerkkurbel ermöglichte den Einsatz von Anbaumähbalken. Standard wurde hier der sogenannte Zwischenachsanbau. Hier wird das Mähwerk seitlich rechts zwischen den Achsen angebaut. Mit der Erfindung des Ladewagens im Jahr 1961, der dann schwenkbar gebaut wurde, wurde das Mähen und Laden des Grases in einem Arbeitsgang ermöglicht. Damit war das tägliche Futterholen revolutioniert. Größere Arbeitsbreiten von etwas über 2 m werden als Heckanbau konzipiert. Für den Frontanbau werden wegen des zuverlässigeren Betriebs meist Doppelmessermähwerke verwendet. Sie konnten sich aber wegen der schlechten Übersicht nicht durchsetzen.

### Motormäher
Im Sommer 1920 entwickelte der schweizerische Bauernsohn Jacob Fahrni eine motorgetriebene handgeführte Mähmaschine. Er meldete seine Idee zum Patent an, das ihm mit der Patentschrift 99455 vom 12. Januar 1922 erteilt wurde. Die Rapid Motormäher AG brachte ab 1926 den ersten serienmäßig hergestellten motorgetriebenen Balkenmäher auf den Markt. Bereits 1930 waren Maschinen mit einer Arbeitsbreite von 2 m im Einsatz. Durch die Entwicklung der Schwadformer zu Beginn der 1950er Jahre begann der rasante Aufstieg der Motormäher im Alpenraum. Der niedrige Schwerpunkt machte den Einsatz im Steilhang möglich. Daraus entwickelte sich der Einachsschlepper, an den auch andere Maschinen wie Heuwerbegeräte oder Transportgeräte angebaut werden konnten. Transporter sind eine Weiterentwicklung der Motormäher, nachdem diese immer schwerer geworden waren und die Lenkkräfte für die Drehschemellenkung kaum noch aufzubringen waren.

## Einsatzgebiete
Anbaumähwerke werden heute noch in Betrieben eingesetzt, die täglich Grünfutter für ihre Tiere holen. Handgeführte Motormäher werden in Bereichen eingesetzt, die für moderne Technik unzugänglich sind, vor allem in Gebirgsregionen wie der Alpenregion. Im unwegsamen Gebirge und auf schlechttragenden oder vernässten Untergründen sind sie unverzichtbar. Dies lässt sich auch prozentual veranschaulichen: In Deutschland entfallen 22,9 % der eingesetzten Geräte auf Bayern, 20,5 % auf Baden-Württemberg und 12,2 % auf Nordrhein-Westfalen. Im Rahmen ökologischer Vereinbarungen können sie aufgrund der geringen Verletzungsgefahr für die Tierwelt der Wiesen gefördert werden.
Messerbalken werden weiterhin bei Mähdreschern verwendet, wo das Gewicht und der geringere Bedarf an Antriebsleistung wichtiger sind als ein sauberer Schnitt.

## Galerie

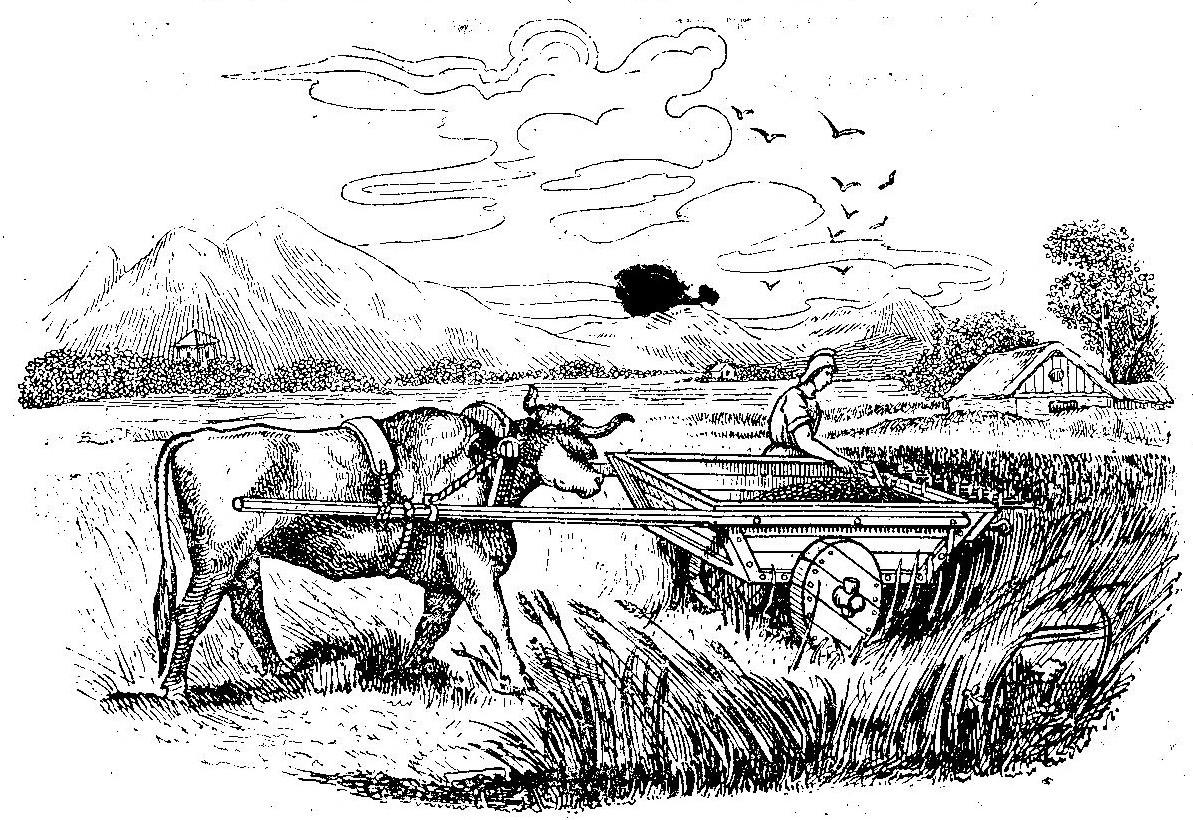
Rekonstruktion der bei Plinius erwähnten gallischen Mähmaschine durch Woodcroft
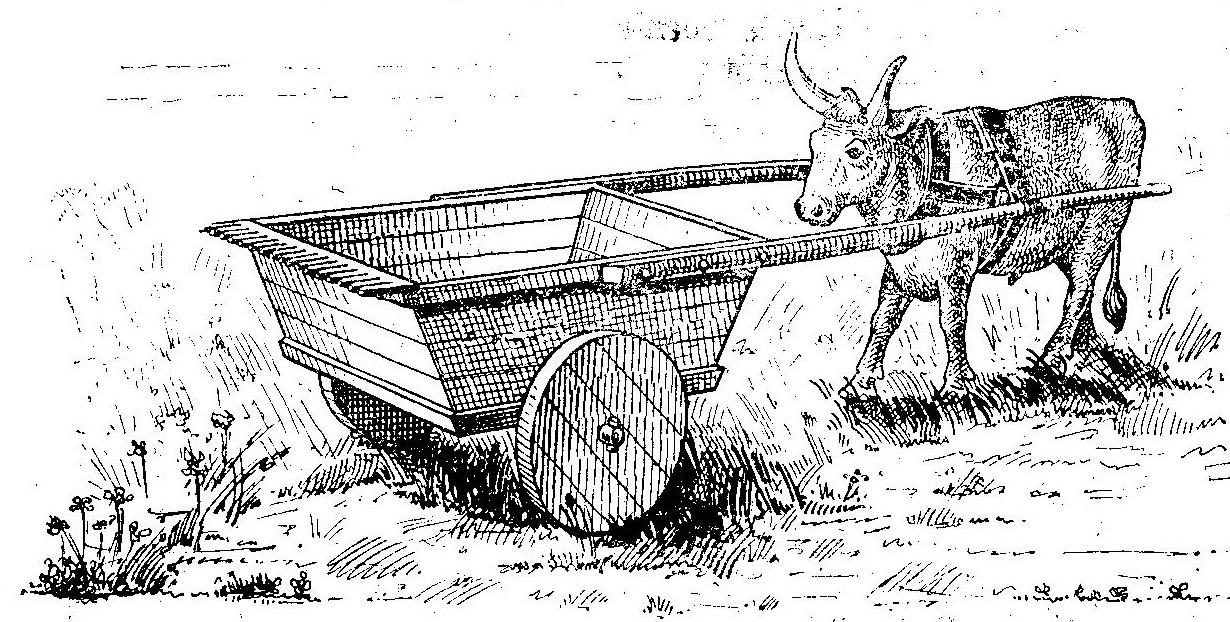
Rekonstruktion der bei Plinius erwähnten gallischen Mähmaschine durch Charles Deering (1852–1927)
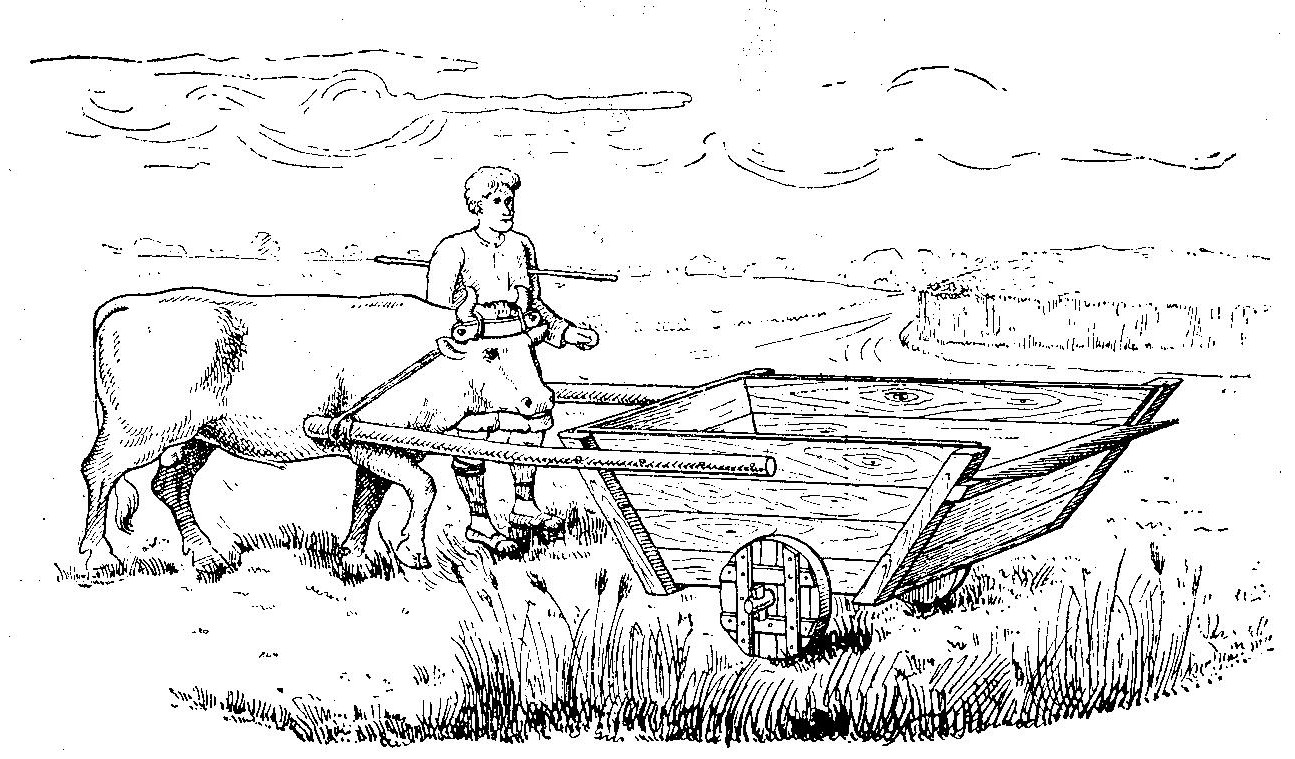
Rekonstruktion der bei Plinius erwähnten gallischen Mähmaschine durch Alwin Nachtweh (1868–1939)
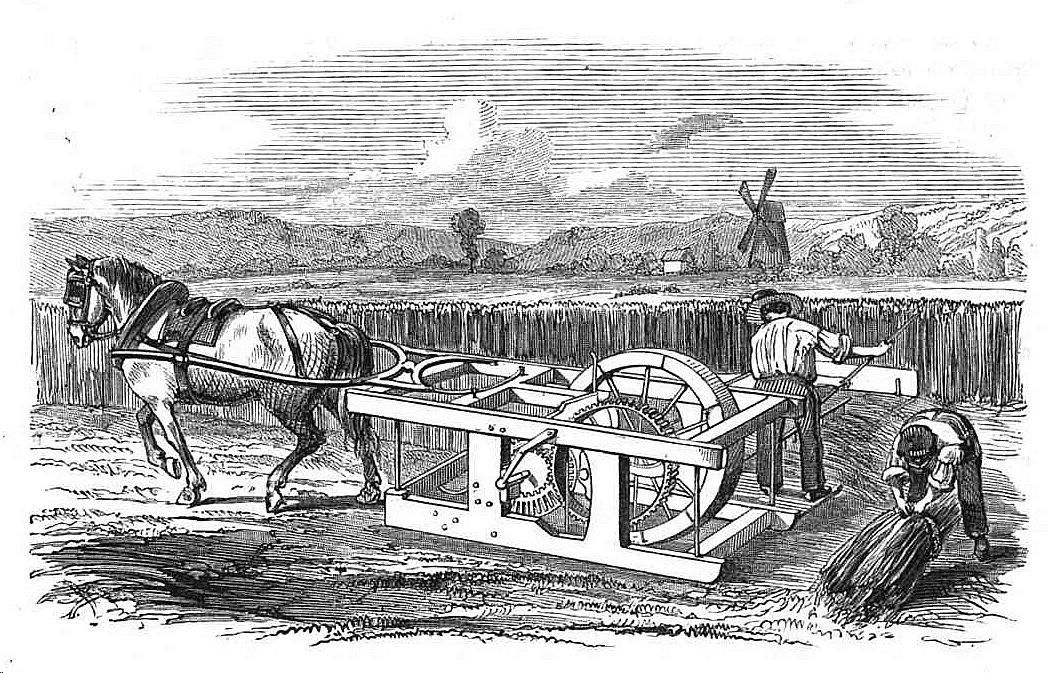
„Mähmaschine von Tolemache“ aus der Zeitschrift Die Gartenlaube von 1853
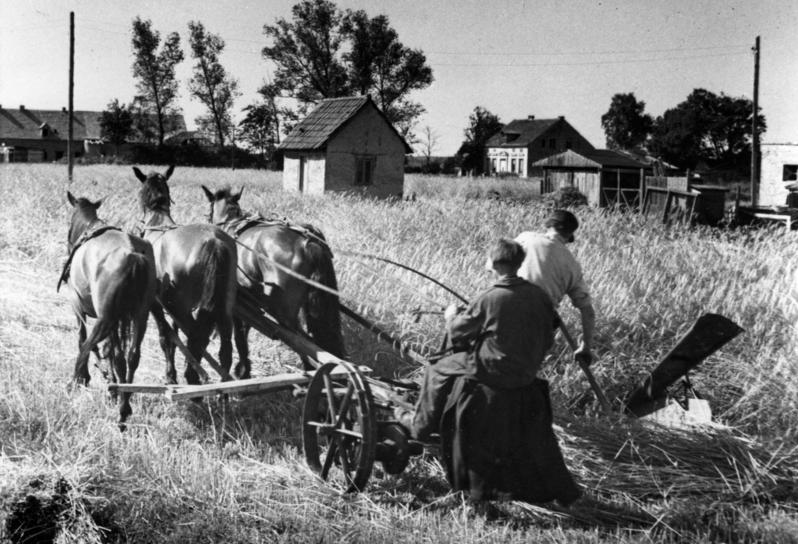
Grasmäher mit angebauter Handablage, zum Mähen von Getreide umgebaut
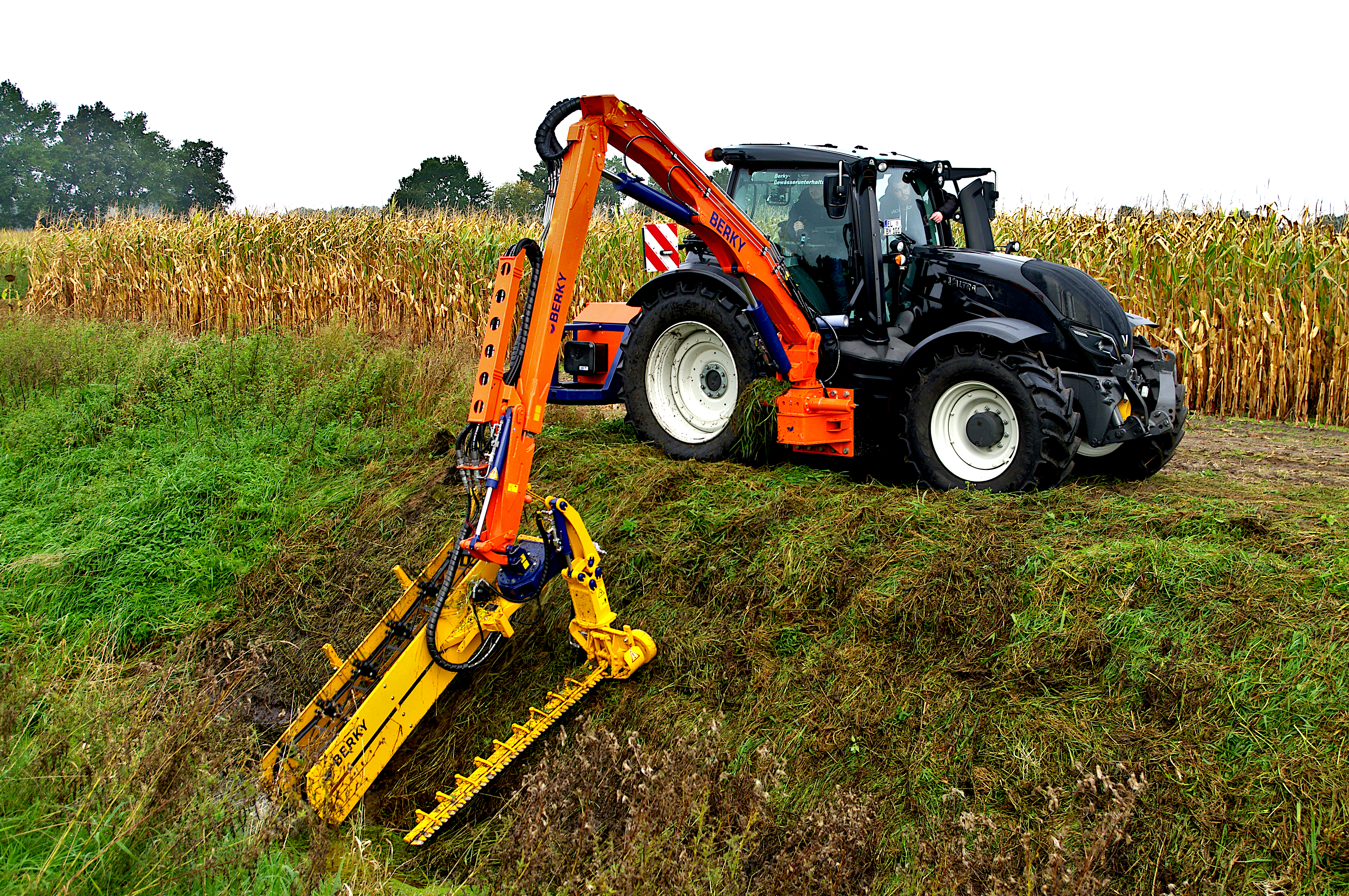
Mäh-Hark Kombination mit Doppelmesser-Schneidwerk